# Addlestone
Addlestone (engelskt uttal: [ˈædəlstən]) är en stad i grevskapet Surrey i sydöstra England. Staden är huvudort i distriktet Runnymede och ligger cirka 29,5 kilometer sydväst om centrala London. Tätorten (built-up area) hade 13 747 invånare vid folkräkningen år 2021.